# Красношейный пёстрый голубь
Красношейный пёстрый голубь (лат. Ptilinopus porphyreus) — птица семейства голубиных, обитающая исключительно в Юго-Восточной Азии.

## Описание
Красношейный пёстрый голубь достигает длины 28 см. Половой диморфизм не выражен. Самки лишь немного меньше размером.
Шея, затылок и грудь пурпурно-розового цвета. В нижней части груди проходит белая полоса, становящаяся немного тоньше по бокам тела. Верхняя часть тела тёмно-зеленая с металлическим отливом на крыльях и хвосте. Брюхо пепельно-серого цвета. Боковые стороны оливкового цвета. Клюв зелёно-желтоватый, светлее на вершине. Радужины красные. Ноги красноватые.

## Распространение
Красношейный пёстрый голубь — это эндемичный вид островов Суматра, Бали и Ява. Местообитание — это первичные горные леса на высоте от 1 400 до 2 200 м над уровнем моря.

## Образ жизни
Это очень тихий голубь, чей мягкий призыв «хо» можно услышать лишь изредка. Он питается плодами и ягодами и очень редко спускается на землю. Гнездо сооружается обычно на высоте от 5 до 6 м над землёй.